# لارس إميل برون
لارس إميل برون هو شخصية أعمال دنماركي، ولد في 29 مارس 1852 في Havdrup ‏ في الدنمارك، وتوفي في 21 نوفمبر 1923 في كوبنهاغن في الدنمارك.